# Entombed
Entombed [ɛnˈtuːmd] (englisch für ‚begraben‘ oder ‚Begrabene‘) ist eine schwedische Death-Metal-Band aus Stockholm, die 1989 aus der Band Nihilist hervorging.

## Geschichte

### 1987 bis 1992

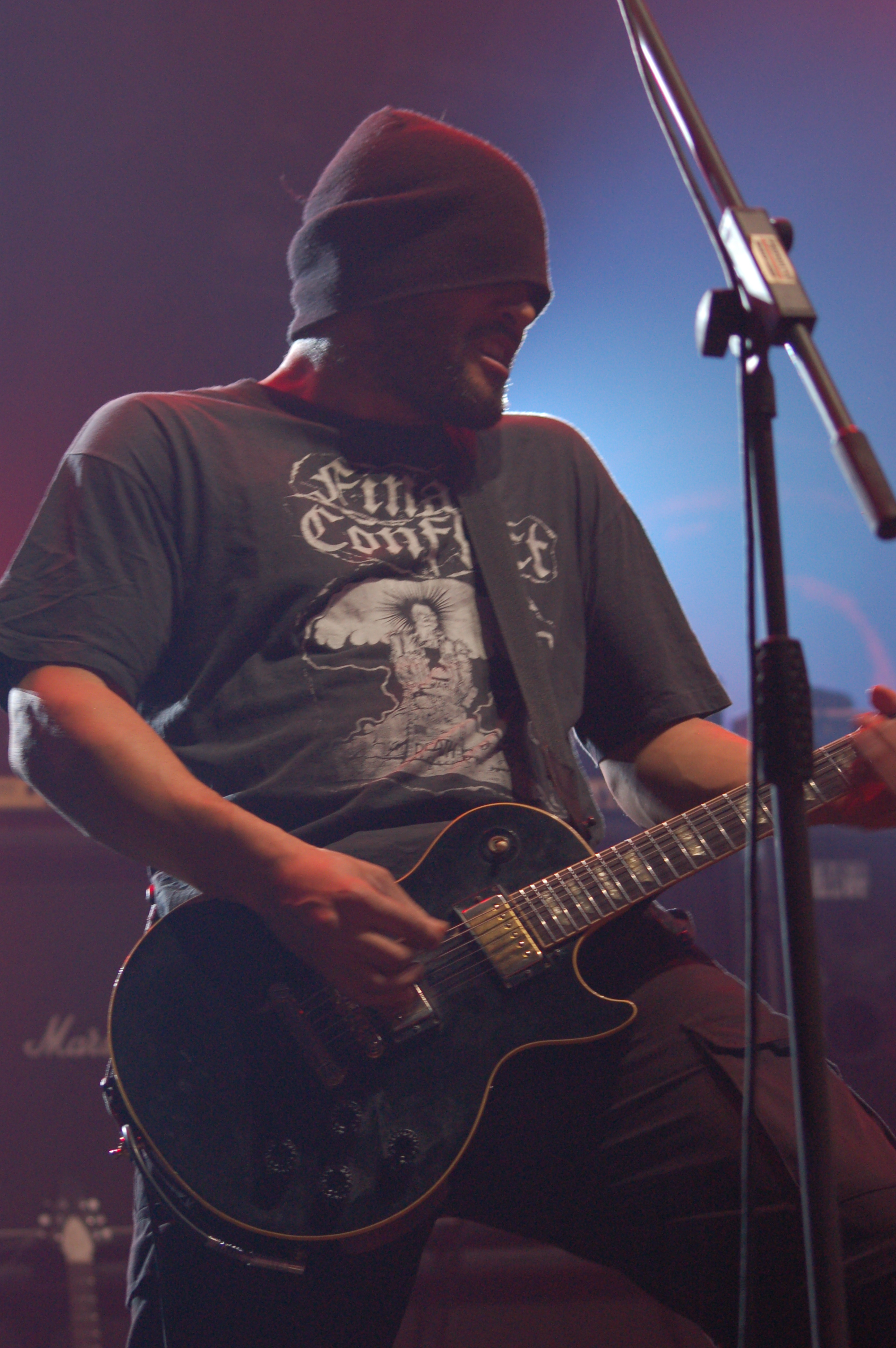
Hellid live im Jahre 2007

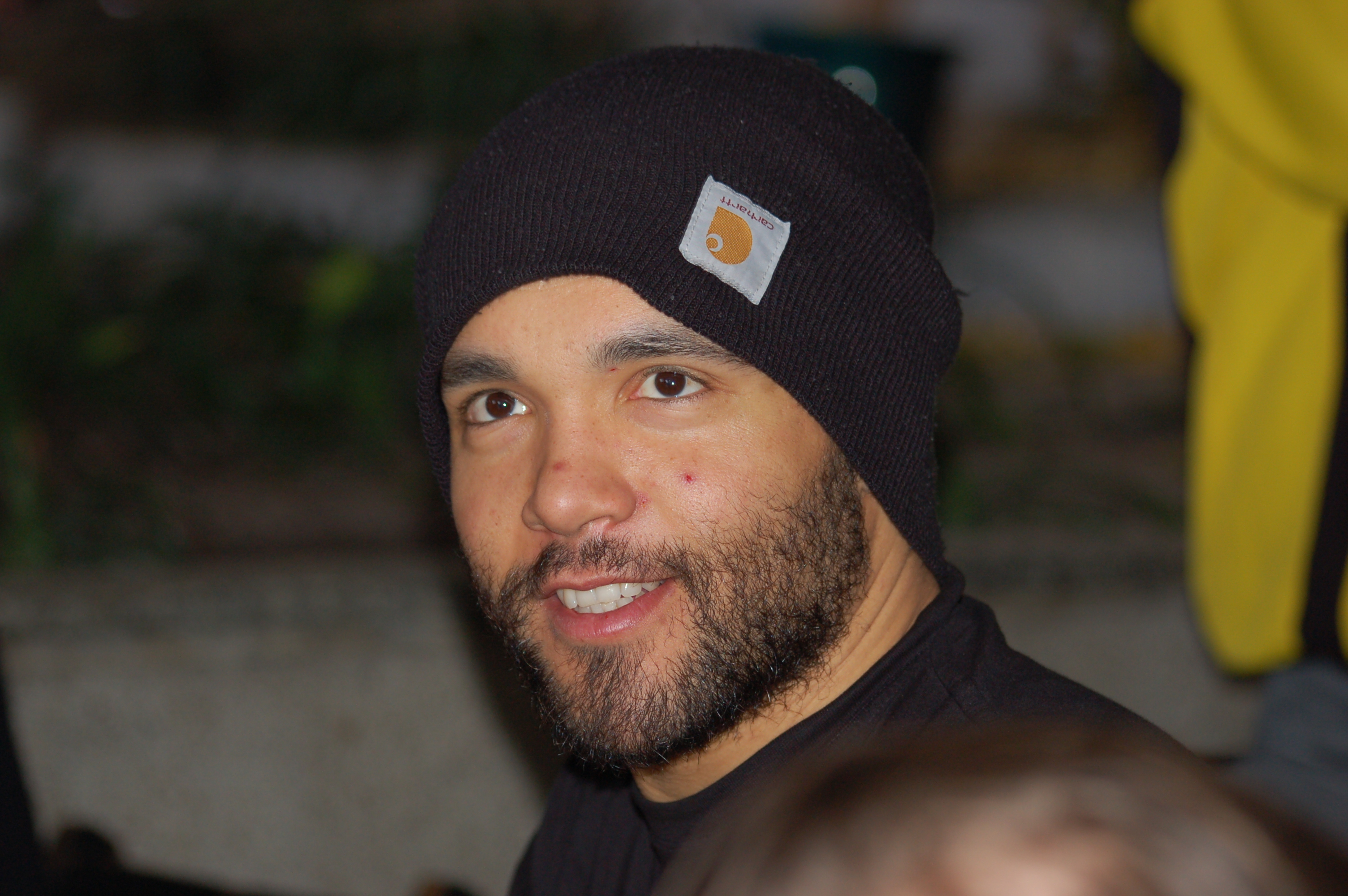
Alex Hellid 2007

Gründungsmitglieder von Nihilist waren die damals etwa 15-jährigen späteren Entombed-Mitglieder Nicke Andersson und Alex Hellid sowie Bassist Leif „Leffe“ Cuzner. In wechselnden Besetzungen, mit Ulf „Uffe“ Cederlund an der Gitarre, dem Sänger Lars-Göran Petrov und Johnny Hedlund (Bass, später bei Unleashed) wurden insgesamt drei Demos aufgenommen. Bereits das im Dezember 1988 mit Tomas Skogsberg im Sunlight Studio aufgenommene Only Shreds Remain zirkulierte in europäischen Metal-Tape-Trader-Kreisen, die damals eher von britischen und amerikanischen Bands bestimmt waren. Während eines Auftritts im Vorprogramm von Napalm Death in Stockholm gab die Band ein Demo-Exemplar einem Vertreter von Earache Records, wo Entombed später unterschrieben. Nach den Aufnahmen zum Drowned-Demo, denen im August 1989 der Ausstieg Hedlunds folgte, lösten sich Nihilist auf, um sich wenig später als Entombed neu zu gründen.
In der Besetzung Andersson, Cederlund und Petrov nahm die Band am 23. September 1989 mit But Life Goes On wiederum im Sunlight Studio mit Skogsberg das erste Demo unter dem neuen Namen Entombed auf. Am Bass war jetzt zudem David Blomquist zu hören, der jedoch nach den Demo-Aufnahmen zu Dismember zurückkehrte. Alex Hellid stieß erst nach den Aufnahmen wieder dazu. Wenige Monate später, im Dezember 1989, arbeiteten Entombed erneut im gewohnten Studio mit Skogsberg am Debütalbum Left Hand Path, das zu einem guten Teil überarbeitete Nihilist-Stücke beinhaltete. Mit Lars Rosenberg kam nach dem Album, auf dem sich Andersson und Cederlund die Bassspuren teilen, ein neuer Bassist in die Band. Das im Juni 1990 erschienene Album erhielt gute Kritiken und ist später als „Death-Metal-Klassiker“ und als „Referenzwerk in Sachen schwedischen Death Metals“ bezeichnet worden. Das Video zum Titelstück erhielt auch Airplay, u. a. bei MTVs Headbangers Ball.
Das zweite Album Clandestine erschien im November 1991. Ihm waren Dissonanzen zwischen Schlagzeuger Andersson und Sänger Petrov vorausgegangen, worauf letzterer die Band verlassen musste. Zunächst glaubten Entombed, in Orvar Säfström von Nirvana 2002, der die Anfang 1991 erschienene Crawl-EP einsang, einen Ersatz gefunden zu haben. Nicke Andersson bezeichnete die Veröffentlichung aber im Nachhinein als „nicht wirklich Entombed“ und übernahm auf Clandestine kurz darauf selbst den Gesang. Der kurzfristig während der laufenden Produktion von der befreundeten Band Carnage verpflichtete Johnny Dordevic konnte wenig mehr einbringen als seinen Namen im CD-Booklet und den Auftritt im Video zu Stranger Aeons, denn zur Gods-of-Grind-Tournee mit den Labelkollegen Carcass, Cathedral und Confessor 1992 wurde Petrov zurückgeholt. Auf dieser Tour wurde am 18. März des Jahres auch die Show aufgenommen, die auf der später veröffentlichten Live-CD bzw. DVD Monkey Puss zu sehen ist.

### 1993 bis 1999
Nach der Gods-of-Grind-Tournee vollzog die Band einen Wechsel in ihrem Songwriting hin zu rockigeren Titeln mit eingängigeren Strukturen. Ende 1992/Anfang 1993 entstand das Album Wolverine Blues, das sich durch die vorab veröffentlichte Hollowman-EP ankündigte, bevor es im Oktober 1993 erschien. Die EP enthielt bereits eine Instrumentalversion des Titelstücks des kommenden Albums sowie das ebenfalls instrumentale Hellraiser, das auf der Musik von Christopher Young und Samples des gleichnamigen Films basiert. Es folgte 1994 eine Europatour mit Napalm Death. 1995 trennte sich die Band von Bassist Lars Rosenberg, nachdem dieser eine Tour mit Therion einem Auftritt mit Entombed in Hultsfred vorzog. Der bei Grave ausgestiegene Jörgen Sandström ersetzte ihn.
Dass bis zum Erscheinen des nächsten Albums im Frühjahr 1997 beinahe vier Jahre vergingen, lag an dem zwischenzeitlichen Wechsel des Labels. Entombed verkauften zu dieser Zeit etwa 200.000 Einheiten pro Album, was die Begehrlichkeiten größerer Plattenfirmen weckte. Zunächst unterschrieb die Band bei EastWest – doch diese Partnerschaft war nicht von Erfolg gekrönt, da die Plattenfirma die neue Platte nicht veröffentlichte. So mussten Entombed die Rechte an den Liedern zunächst zurückkaufen und brachten das Album dann auf dem selbst gegründeten Label Threeman Recordings heraus, mit unterschiedlichen Vertriebsdeals, u. a. durch Music for Nations. Auch To Ride, Shoot Straight and Speak the Truth erhielt positive Resonanzen, doch Schlagzeuger Nicke Andersson widmete sich nach der Veröffentlichung der Platte seiner bereits drei Jahre zuvor gegründeten Band The Hellacopters und verließ Entombed. Obwohl in Peter Stjärnvind Ersatz am Schlagzeug gefunden war, waren Anderssons Songwriting-Qualitäten nicht sofort zu kompensieren, was sich insbesondere 1998 auf dem erstmals nicht von Tomas Skogsberg, sondern von Daniel Rey produzierten Studioalbum Same Difference zeigte. 1998 erschien auch die erste Live-CD der Band, Monkey Puss: Live in London, die 2001 auch als DVD veröffentlicht wurde, eine Aufnahme aus dem Londoner Astoria.
Dem Same-Difference-Album folgte 1999 die auf Man’s Ruin Records veröffentlichte Cover-EP Black Juju, die etwa das Titelstück von Alice Cooper sowie Lieder von Bob Dylan, Twisted Sister oder The Dwarves in den Entombed-Stil transformierte. Die letzten vier Stücke wurden allerdings bereits auf der europäischen Wreckage-EP 1997 veröffentlicht, die das To-Ride-Album begleitete.

### Die 2000er
2000 ging die Band mit Uprising wieder etwas zu den Wurzeln zurück. Die Platte wurde im Herbst 1999 in nur 18 Tagen in den Das-Boot-Studios in Stockholm mit Nico Elgstrand aufgenommen. Das auf dem Vorgängeralbum kritisierte Songwriting, das nun zu guten Teilen von Cederlund übernommen wurde, wurde von Kritikern als gelungener bewertet als auf dem vorangegangenen Album.
Der Schritt zum Metal zurück folgte auf Morning Star (September 2001). Einige Rezensenten sprachen von der „Wiedergeburt einer Metal-Legende“ und einem „würdigen Nachfolger“ der Wolverine Blues. Die selbstproduzierte Platte wurde erneut mit Nico Elgstrand aufgenommen.
Im März 2002 veranstalteten Entombed ein ungewöhnliches Konzert: Im Königlichen Opernhaus Stockholm tanzten in Zusammenarbeit mit den Performancekünstlern Carina Reich und Bogdan Szyberb Balletttänzer zur brachialen Live-Musik der Band. Die CD Unreal Estate, ein Mitschnitt dieses künstlerischen Experiments, wurde erst 2004 veröffentlicht und gilt als die meistverkaufte Entombed-CD in Deutschland. 2002 erschien zudem ein Compilation-Doppelalbum mit dem Titel Sons of Satan Praise the Lord, das Coverversionen aus der Zeit zwischen 1993 und 1999 beinhaltete, darunter neben den bereits genannten Künstlern unter anderem Kiss, King Crimson, Misfits, S. O. D., Venom, Stiff Little Fingers und Lee Hazlewood.

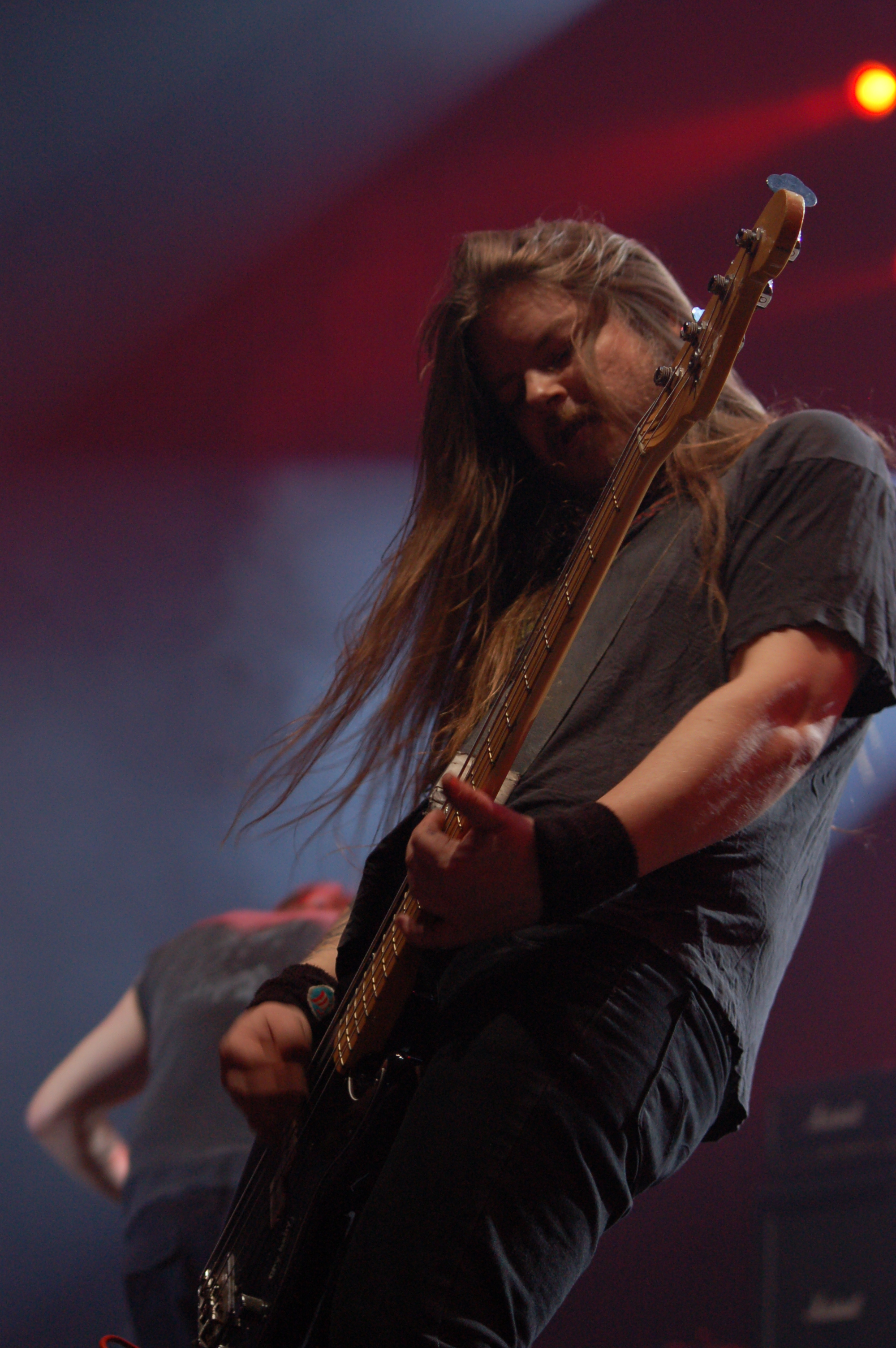
Nico Elgstrand

Entgegen den Erwartungen derjenigen, die nach Morning Star auf eine Death-Metal-Rückkehr gehofft hatten, tendierte Inferno im Mai 2003 wieder in mehr in Rock-’n’-Roll-Gefilde des Uprising-Albums. Die von Per Gunnerfeldt gemeinsam mit der Band produzierte Platte war aber im Gegensatz dazu rau und basslastig ausgefallen. Von den Kritikern durchaus gelobt, rief sie bei den Fans zum Teil verhaltene Reaktionen hervor. In der Folge tourte die Band ausgiebig, in Europa mit Nine und Disfear, in den USA mit King Diamond.
Beginnend im Januar 2004 mit Bassist Jörgen Sandström, der u. a. bei Vicious Art eine neue Herausforderung suchte, mussten Entombed einen personellen Aderlass verkraften. Für Sandström griff der bereits bekannte Nico Elgstrand zum Bass, der bereits die Australien-Tour mit Daysend im April 2004 bestritt, ebenso wie die US-Tour mit Pro-Pain und Crowbar im Februar 2005. Nachdem Ur-Mitglied „Uffe“ Cederlund mit Disfear getourt hatte und deshalb auf einem Festival in Schweden aushilfsweise Nicke Andersson für ihn eingesprungen war, musste Uffe die Band im September 2005 wegen fehlenden Engagements verlassen. 2006 kam es zur Trennung von Schlagzeuger Peter Stjärnvind, der sich auf Nifelheim konzentrieren wollte. Als Ersatz kam Olle Dahlstedt, zuvor bei Misery Loves Co., zur Band.
Am 6. Juni 2006 wurde dann die EP When in Sodom veröffentlicht, die zeigte, dass Entombed auch mit einem Gitarristen funktionierten, wodurch Hellid und Petrov mehr in den Vordergrund traten. Die von der Band selbstproduzierte Platte ging ähnlich wie 1993 die Hollowman-EP dem eigentlichen Album Serpent Saints – The Ten Amendments, das am 9. Juli 2007 erschien, voraus. 2008 tourten Entombed u. a. mit Misery Speaks in Europa, 2009 war die Band in Mittel- und Südamerika unterwegs, um am Ende des Jahres nach Europa, u. a. Deutschland und Österreich, zurückzukehren.
2010 ging Entombed gemeinsam mit der Rockabilly- und Metal-Band Volbeat und der Vorband The Kandidate auf deren Europa-Tournee. Im Herbst 2010 stieg Victor Brandt als neuer Bassist bei der Band ein, während Nico Elgstrand vom Bass an die zweite Gitarre wechselte. Damit hatten Entombed wieder fünf Mitglieder, nachdem sie fünf Jahre lang zu viert gespielt hatten.

### Neuere Entwicklung ab 2012
Im März 2012 unterschrieben Entombed bei dem Label Ninetone-Records, über welches im Mai desselben Jahres noch die Single Amok veröffentlicht wurde. Hierbei handelte es sich um eine Neueinspielung eines Lieds, das bereits auf Serpent Saints – The Ten Amendments veröffentlicht worden war. Diese Aufnahme war die erste, die in der neuen Fünfer-Besetzung mit Nico Elgstrand an der Gitarre und Victor Brandt am Bass eingespielt wurde, und die allererste Studioaufnahme der Band seit über fünf Jahren. Die Single war nur als Download erhältlich, wurde aber mit einem Coverartwork von Dan Seagrave veröffentlicht. Sowohl das Cover als auch der Name der Single sind eine Anspielung auf das gleichnamige Album der finnischen Band Sentenced. Im Juni folgte über das dänische Label Screaming Records die ausschließlich auf Vinyl in vier Farbversionen gepresste Single When in Sodom Revisited. Diese enthielt eine von Klaus Q Hedegård Nielsen remasterte Version des Titelsongs von der gleichnamigen EP aus dem Jahr 2006, auf der noch Peter Stjärnvind Schlagzeug spielte. Nielsen steuerte zu der Single auch eine Repetition von When in Sodom unter dem Namen Sodom Revisited bei, die als Intro ausgelegt ist und sich mit der Verwendung von Kirchenchor und Orgel stilistisch an den B-Movie-Themen von Ed Wood konzentrierte. Abgerundet wurde die Veröffentlichung von einer neuen Band-Aufnahme, dem King-Diamond-Cover Coming Home, zu der auch Mike Wead (u. a. bekannt von Mercyful Fate, King Diamond, Edge of Sanity, The Haunted, Memento Mori, Abstrakt Algebra, Candlemass und bibleblack) ein Solo beisteuerte.
Im November 2012 wurde bekannt gegeben, dass Alex Hellid eine längere Operation erfolgreich überstanden hat.

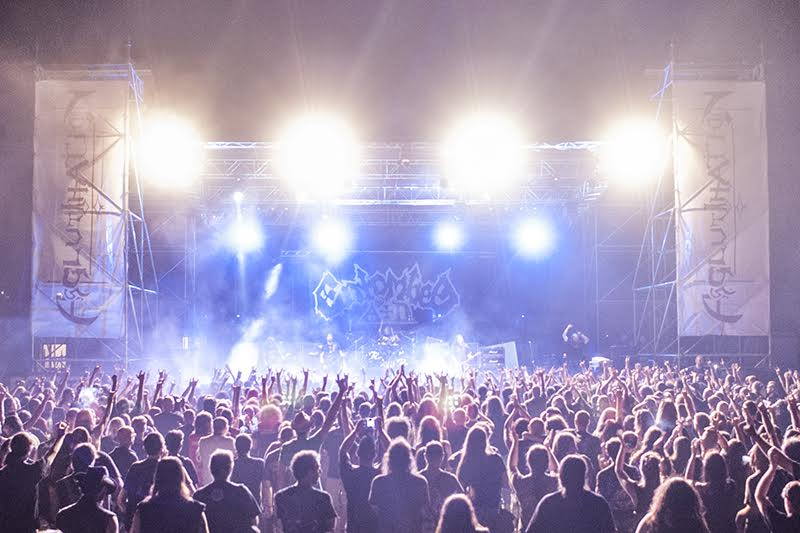
Entombed A.D. am Agglutination Metal Festival 2014

Zu Beginn des Jahres 2013 veröffentlichte das Sweden-Rock-Magazin ihre 100. Ausgabe, der als Beilage eine Split-Single mit zwei Liedern von Entombed und Candlemass beilag und bei denen sich beide Bands gegenseitig coverten. Im Sommer 2013 begann Alex Hellid dann mit einer Aufarbeitung der ersten drei, über Threeman Recordings veröffentlichten Studio-Alben To Ride, Shoot Straight and Speak the Truth, Same Difference und Uprising. Die Alben sollen als Reissues im 2CD-/2LP-/3LP-/Digital-Format wiederveröffentlicht werden und auf den zusätzlichen CDs, bzw. LPs unveröffentlichte Demoaufnahmen, Proberaum-Sessions, Rough Mixes, seltene Songs, sowie ein paar Lieblingsstücke der Fans vom jeweiligen Album als Live-Version enthalten. Um die Wiederveröffentlichungen finanzieren zu können, startete er am 4. Juni über PledgeMusic eine Crowdfunding-Kampagne, bei der die Fans für die Erfüllung des notwendigen Budgets den Betrag für die Artikel, die veröffentlicht werden sollen, im Vorfeld überweisen konnten. Die Kampagne konnte am 27. September mit einem mehr als ausreichenden Budget erfolgreich abgeschlossen werden.
Nachdem Hellid in der Septemberausgabe des deutschen Musikmagazins Rock Hard offiziell bestätigte, die Arbeiten für ein neues Album in Angriff zu nehmen, sobald die Threeman-Reissues auf dem Markt sind und dieses wahrscheinlich 2014 veröffentlichen wird, wurde überraschend im September 2013, vor dem Ende der Crowdfunding-Kampagne, die Veröffentlichung eines Entombed-Albums namens Back to the Front für Oktober 2013 über Century Media angekündigt. Es stellte sich heraus, dass dieses Album von den anderen Mitgliedern ohne Mitwirkung von Alex Hellid aufgenommen wurde, weshalb die Veröffentlichung zurückgezogen und auf unbestimmte Zeit verschoben wurde. Die Besetzung Petrov/Elgstrand/Dahlstedt/Brandt wird nun mit Entombed A.D. weiter Musik machen und unter diesem Namen auch das Album veröffentlichen. Es soll am 28. März 2014 erscheinen. Alex Hellid wird die Band vorerst alleine weiter betreiben und hat für den 1. Februar 2014 einen gemeinsamen Auftritt mit den ehemaligen Mitgliedern Uffe Cederlund und Orvar Säfström angekündigt, bei dem sie das komplette Album Clandestine mit einem Orchester und Chor spielen werden. Jedoch war Nicke Andersson zu dieser Zeit mit Imperial State Electric auf Tour und konnte daher nicht teilnehmen. Somit spielte die Band das Konzert ohne Schlagzeug. Nach dem Split mit Petrov erschien im Dezember die EP „To Ride, Shoot Straight And Speak The Truth“.
2016 wurde schließlich bekannt gegeben, dass Hellid und Cederlund wieder mit Andersson live spielen und eventuell sogar neues Material aufnehmen werden. 2017 erschien das Live-Album „Live Clandestine“, bei dem Nicke Andersson den Gesang übernommen hatte.

## Stil

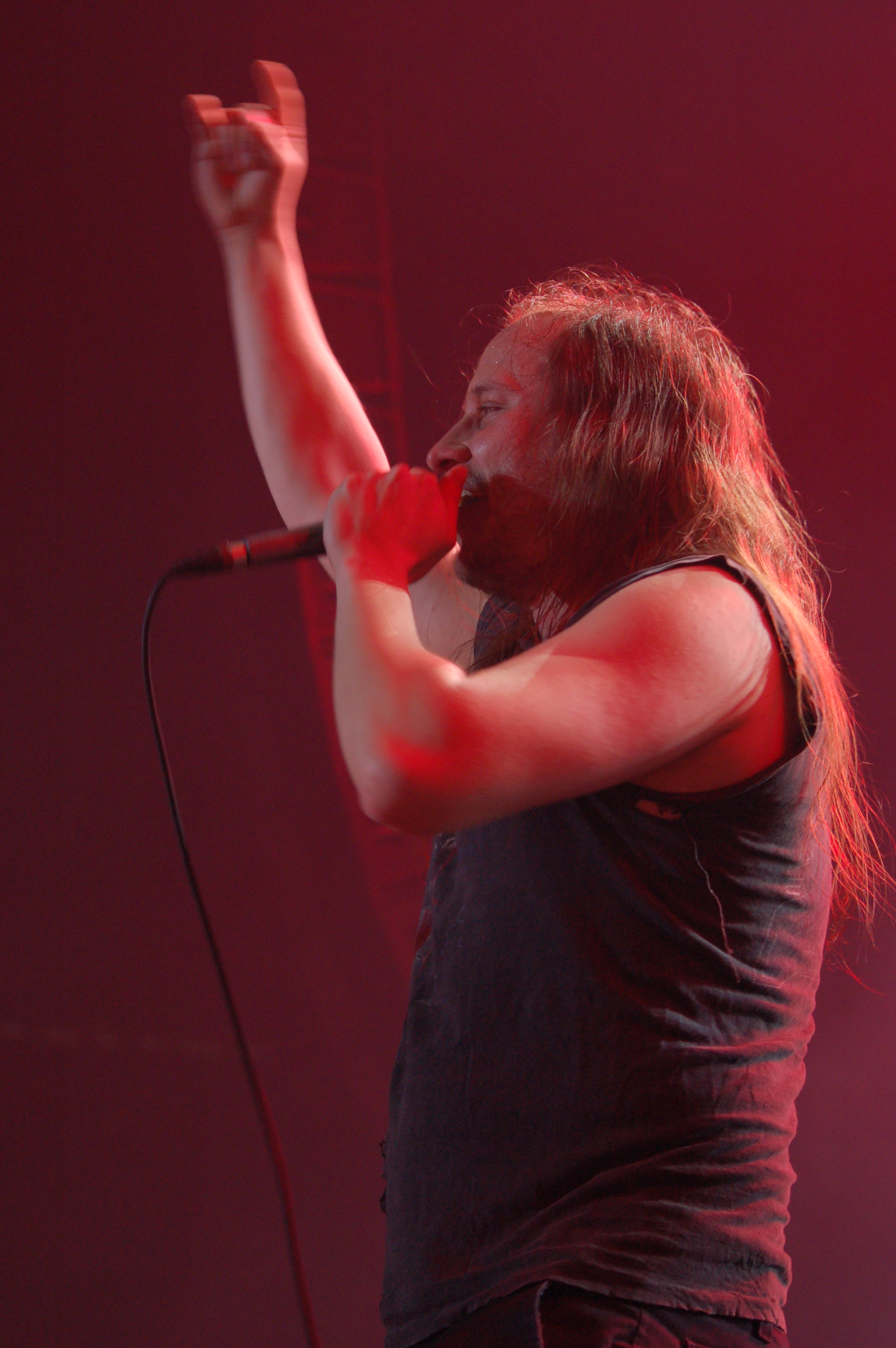
Petrov auf dem Metalmania-Festival 2007

Auf den ersten beiden Studioalben Left Hand Path und Clandestine dominierte noch klar klassischer schwedischer Death Metal, auf Clandestine jedoch schon mit vielen Midtempo-Passagen angereichert. Diese Alben waren bereits von einem unverwechselbaren Gitarrensound geprägt, den die Band auch bei späteren Veröffentlichungen beibehalten sollte. Einen wichtigen Beitrag hierzu leistete Studiobesitzer und Produzent Tomas Skogsberg, dessen Sunlight-Studio in der Folgezeit wegen seines einzigartigen Sounds sehr geschätzt und von internationalen Bands häufig frequentiert wurde.
Seit 1993 begann die Band mit dem Album Wolverine Blues auch andere Einflüsse, etwa aus dem Blues und dem Rock ’n’ Roll aufzugreifen, und wandte sich damit einem „groovigeren“ Klang (auch „Death ’n’ Roll“ genannt) zu, was in der Musiklandschaft des Death Metal zu dieser Zeit eine Besonderheit war (Gorefest taten alsbald ähnliches) und einige Old-School-Fans verschreckte. Verglichen wurde der Sound etwa mit Motörhead oder Discharge, war jedoch bezogen auf Gitarren- und Schlagzeugsound metalähnlicher produziert. Während das Shouting auf der Wolverine Blues noch näher am Death Metal war, enthielt To Ride, Shoot Straight and Speak the Truth erstmals nahezu klaren, wenn auch recht tiefen Rock-Gesang.
Damit hatten sich Entombed als Bestandteil der „Schwedenrock“-Szene um Bands wie Backyard Babies oder Hellacopters etabliert und sind im Kontext anderer skandinavischer Punk-’n’-Roll-Genregrößen wie Gluecifer oder Turbonegro zu sehen. Jedoch wies das nachfolgende Album Same Difference auch zeittypische Anleihen aus dem Alternative Metal oder Stoner Rock auf, andere erkannten darin traditionellere Einflüsse wie etwa Black Sabbath.
Im Kontrast dazu wirkte Uprising wieder schneller, rauer und dynamischer, die Punkrock-Einflüsse traten stärker hervor. L.G. Petrovs Gesang näherte sich wieder etwas dem Shouting aus Wolverine-Blues-Zeiten. Aber erst auf Morning Star ging die Band dann konsequent zu den metallischen Wurzeln zurück. Vergleiche mit Slayer, Sepultura und Pantera wurden herangezogen, aber auch mit den Frühwerken wie dem Clandestine-Album. Nach der diesen Trend etwas konterkarierenden Studio-CD Inferno, die in Bezug auf die roh wirkende Produktion mit Metallicas St. Anger aus demselben Jahr, ansonsten aufgrund des vergleichsweise langsamen Materials eher mit Stoner Rock verglichen wurde, bestätigten die EP When in Sodom und das Album Serpent Saints – The Ten Amendments mit ihrem aggressiven Death-Metal-Shouting jedoch insgesamt die Rückkehr der Band in den 2000ern in eine härtere Richtung des Metals.

## Diskografie

### Demos
- 1989: But Life Goes On

### Studioalben
- 1990: Left Hand Path
- 1991: Clandestine
- 1993: Wolverine Blues
- 1997: To Ride, Shoot Straight and Speak the Truth
- 1998: Same Difference
- 2000: Uprising
- 2001: Morning Star
- 2003: Inferno
- 2007: Serpent Saints – The Ten Amendments

### Singles und EPs
- 1991: Crawl (EP)
- 1991: Stranger Aeons (EP)
- 1993: Hollowman (EP)
- 1994: Out of Hand (Single)
- 1995: Night of the Vampire (Split-Single mit New Bomb Turks)
- 1997: Wreckage (EP)
- 1999: Black Juju (EP)
- 2006: When in Sodom (EP)
- 2012: Amok 2012 (Download-Single)
- 2012: When in Sodom Revisited (Single)
- 2013: Candlemass vs. Entombed (Split-Single mit Candlemass)

### Livealben und Kompilationen
- Entombed Singles (Compilation, 1997)
- Monkey Puss: Live in London (Live, 1998)
- Sons of Satan/Praise the Lord (Compilation, 2002)
- Unreal Estate (Live, 2004)
- Nihilist (1987–1989) (Compilation, 2005)
- Clandestine (Live, 2019)